# Phil May (caricaturiste)
Pour les articles homonymes, voir Phil May.
Phil May, né à Wortley (Yorkshire de l'Ouest) le 22 avril 1864 et mort à Londres le 5 août 1903, est un illustrateur et caricaturiste britannique.

## Biographie
Orphelin à l’âge de neuf ans, Phil May souffre pendant plusieurs années de la pauvreté. Il passe de petit boulot en petit boulot et finit par mendier dans les rues. Artiste talentueux, il découvre qu’il peut gagner sa vie en dessinant des personnalités du théâtre et en vendant ses portraits à leurs admirateurs. Ses dessins le font engager par la St. Stephen’s Review comme caricaturiste.
En 1885, il s’expatrie en Australie, où il travaille pour le Sydney Bulletin. Il revient à Londres en 1890, après avoir travaillé un temps à Paris, et illustre des livres. Il trouve un emploi au Graphic. En 1893, il commence à fournir des dessins à Punch, qui l’embauche deux ans plus tard.
Il crée avec Cecil Aldin et d'autres l'Artist's Society. Pendant douze ans, entre 1892 et 1904 (les dernières publications sont posthumes), il réalise un numéro spécial annuel, le  Phil May Annual.
Bien que ses dessins fussent rarement politiques, il avait une réelle sympathie pour les pauvres. Son style était unique et apporta une nouvelle simplicité dans le trait du dessin populaire. Son influence fut importante sur les dessinateurs et caricaturistes de son époque tels que H. M. Bateman.
Il faisait partie du cercle de Beatrice Whistler, avec le peintre préraphaélite Frederick Sandys et Oscar Wilde. Ses dessins ont influencé le style de Beatrice.
Phil May buvait beaucoup, ce qui lui valut de graves problèmes de santé. Lors de sa mort en 1903, à l'âge de trente-neuf ans, il ne pesait plus que 45 kg.

## Galerie

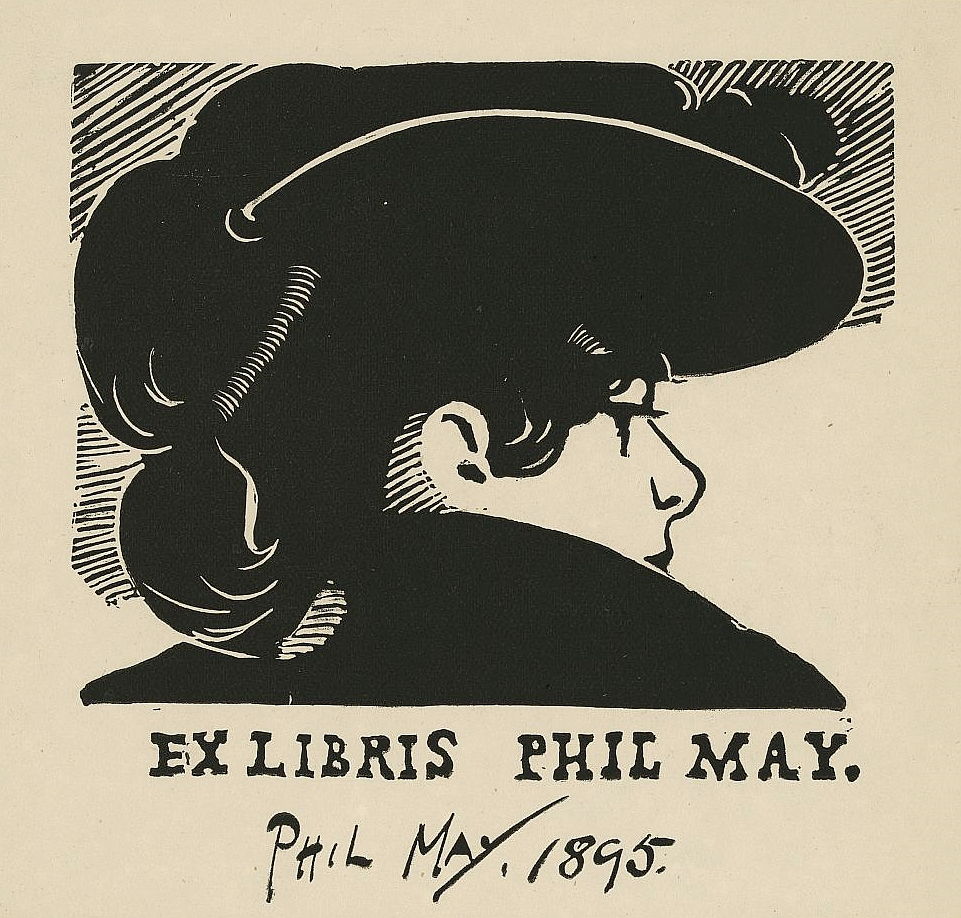
Ex-libris personnel.
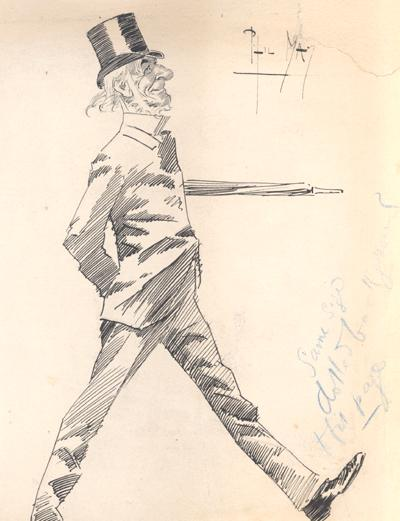
Caricature de William Gladstone.
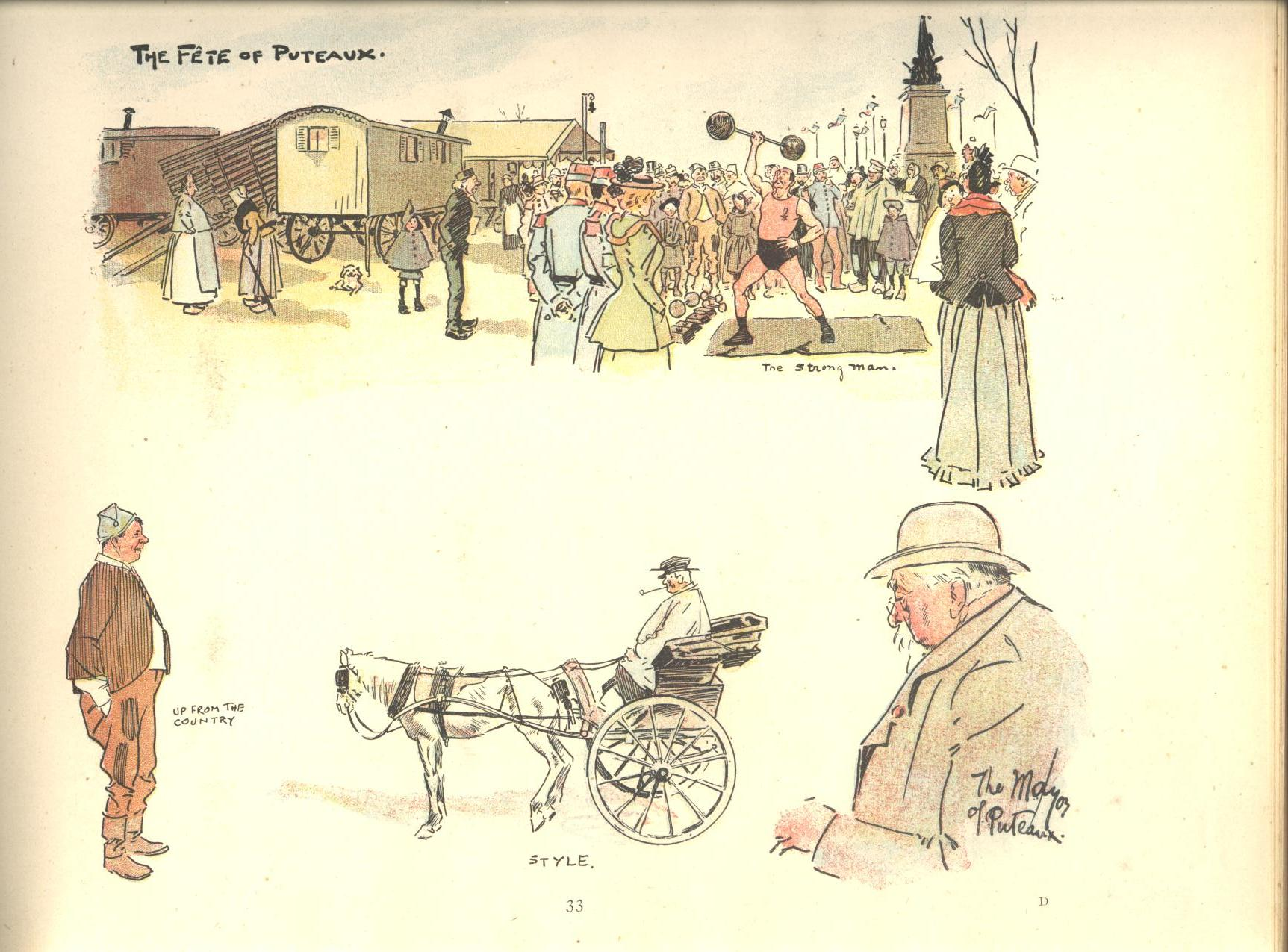
« Foire à Puteaux ».
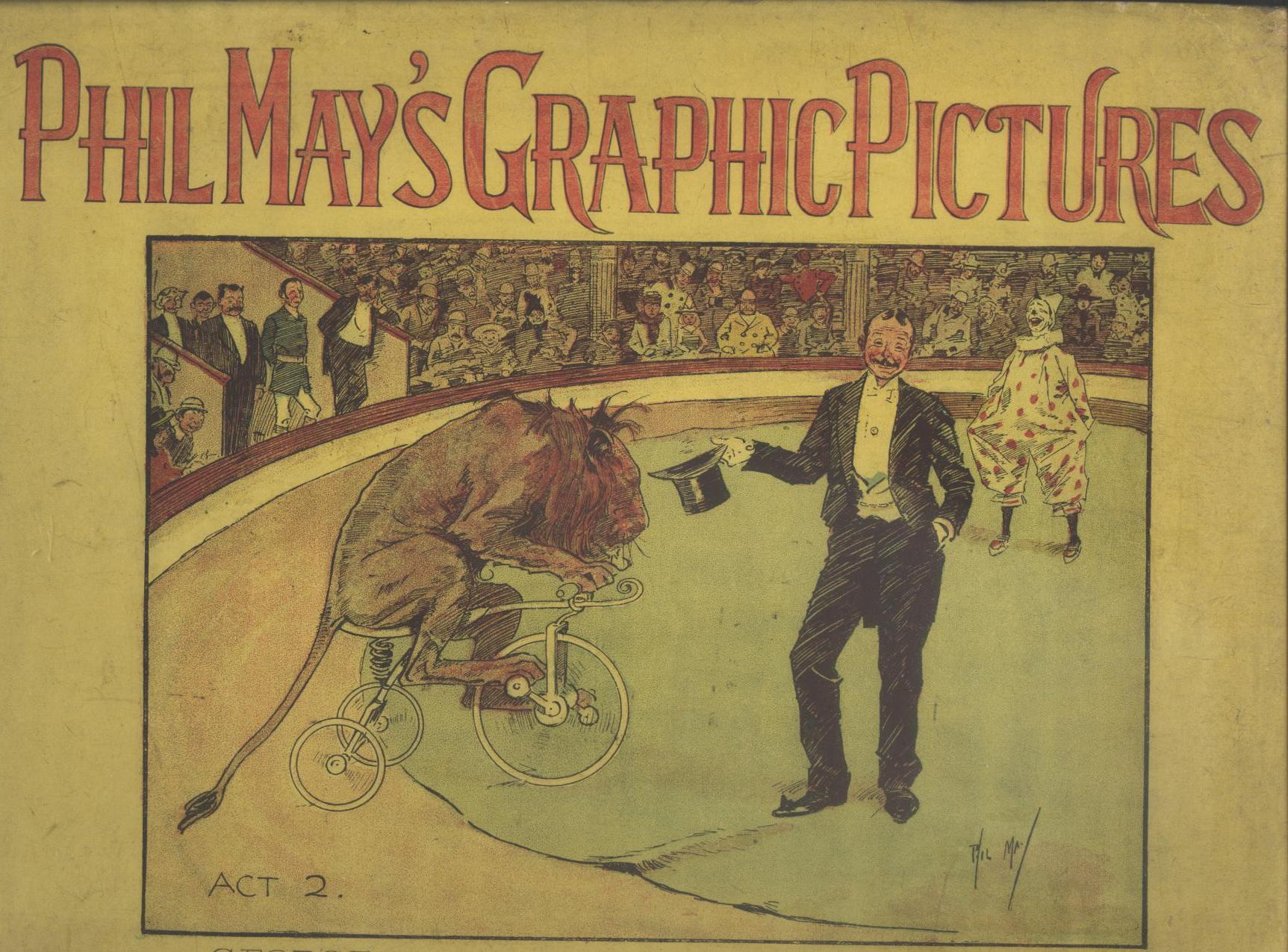
Phil May's Graphic Pictures (couverture)